# Szoyka Kornél
Szoyka Kornél dr., (Szeged, 1913. – Budapest, 1983. április 15.) magyar bajnok labdarúgó, hátvéd.

## Pályafutása
1939 és 1942 között a Ferencváros játékosa volt. A Fradiban összesen 96 mérkőzésen szerepelt (61 bajnoki, 29 nemzetközi, 6 hazai díjmérkőzés).
Edzőként alacsonyabb osztályú csapatoknál tevékenykedett. 1957-ben a Vasas Generátor, majd a Ganz Villamossági edzője lett. 1966-ben a Budaörs trénere lett. 1970-től 1971-ig az Elektromos csapatát irányította. Ezt követően a Magnezitművek csapatát bízták rá. A következő csapata az Ercsi Kinizsi, majd 1973 nyarától az Autótaxi volt. 1976 januárjától a Gránit SK edzője lett. 1977-ben a Nógrádi SE szakmai vezetőjének nevezték ki. 1978 októberétől a Kinizsi Húsost edzette. 1981-ben a Budatétényi Mechanika trénere volt.

## Sikerei, díjai
- Magyar bajnokság
  - bajnok: 1939–40, 1940–41
  - 2.: 1938–39
- Magyar kupa
  - győztes: 1942
- Közép-európai kupa (KK)
  - döntős: 1939, 1940